# César Saldívar
César Armando Saldívar Robles (20 de septiembre de 1983, Matamoros, Tamaulipas) es un futbolista mexicano que jugaba de defensa actualmente Se encuentra Retirado de la Liga de Ascenso de México.

## Clubes
| Club                    | País   | Año         |
| ----------------------- | ------ | ----------- |
| Petroleros de Salamanca | México | 2005 - 2009 |
| La Piedad               | México | 2009 - 2010 |
| Altamira Fútbol Club    | México | 2010 - 2011 |
| La Piedad               | México | 2011        |
| Club Necaxa             | México | 2012        |
| Club San Luis           | México | 2012        |
| Dorados de Sinaloa      | México | 2013 - 2014 |
| Deportivo Tepic         | México | 2014 - 2015 |
| Venados Fútbol Club     | México | 2015 - 2017 |